# توشیکازو سویا
توشیکازو سویا (انگلیسی: Toshikazu Soya؛ زادهٔ ۲۱ اکتبر ۱۹۸۹) بازیکن فوتبال اهل ژاپن است.